# UFC 235
UFC 235: Jones vs. Smith fue un evento de artes marciales mixtas producido por Ultimate Fighting Championship que se llevó a cabo el 2 de marzo de 2019 en la T-Mobile Arena en Paradise, Nevada, Las Vegas.

## Historia
El evento estelar contó con un combate por el Campeonato de Peso Semipesado de UFC entre el campeón Jon Jones y el retador Anthony Smith.
Una pelea por el Campeonato de Peso Wélter de UFC entre el campeón Tyron Woodley y el ganador peso wélter de The Ultimate Fighter: American Top Team vs. Blackzilians, Kamaru Usman, sirvió como evento coestelar.
Como resultado de la cancelación de UFC 233, una pelea de peso wélter entre el ex campeón de peso wélter de UFC Robbie Lawler y el recién llegado y ex campeón de peso wélter de Bellator, Ben Askren (también excampeón de peso wélter de ONE) se reprogramó para este evento.
La ex campeona de peso gallo de UFC Holly Holm enfrentaría a Aspen Ladd en el evento. Sin embargo, el 31 de enero se informó que la pelea fue cancelada por razones no reveladas y se espera que ambas peleadoras enfrenten a nuevas oponentes en futuros eventos.
Se esperaba que Thomas Almeida enfrentara a Marlon Vera en el evento. Sin embargo, Almeida se retiró de la pelea el 31 de enero por una lesión. Fue reemplazado por Frankie Saenz. Sin embargo, la pelea fue cancelada el 27 de febrero cuando Vera se retiró por problemas personales.
Se esperaba que Ovince Saint Preux se enfrentara a Misha Cirkunov en el evento. Sin embargo, el 11 de febrero se anunció que Saint Preux había sufrido una lesión y fue retirado de la pelea. Preux fue reemplazado por Johnny Walker.
Yadong Song enfrentaría al ganador peso gallo de The Ultimate Fighter: Latin America, Alejandro Pérez en el evento, pero se retiró del combate el 11 de enero debido a razones no reveladas. Fue reemplazado por Cody Stamann.

## Resultados
1. ↑  Por el Campeonato de Peso Semipesado de UFC.
2. ↑  A Jones se le descontarón dos puntos por rodillazos ilegales.
3. ↑  Por el Campeonato de Peso Wélter de UFC.

## Bonificaciones
Los siguientes peleadores recibieron $50,000 en bonos:
- Pelea de la Noche: Pedro Munhoz vs. Cody Garbrandt
- Actuación de la Noche: Johnny Walker y Diego Sanchez